# Tadeusz Hupałowski

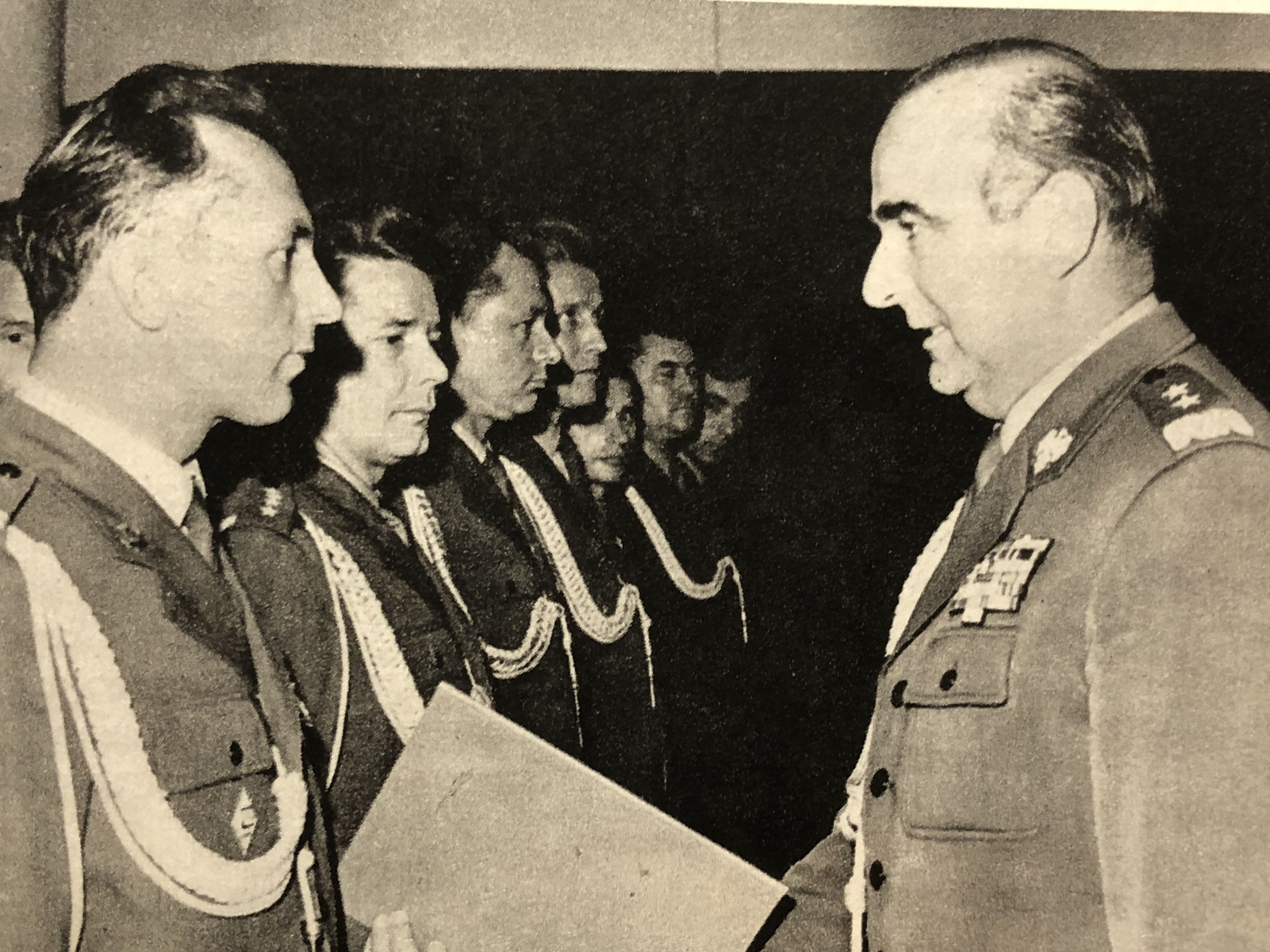
I zastępca szefa Sztabu Generalnego WP gen. dyw. Tadeusz Hupałowski wręcza oficerom instytucji dyplomy z okazji 30-lecia służby wojskowej, 1973

Tadeusz Hupałowski (ur. 25 czerwca 1922 w Złoczowie, zm. 22 grudnia 1999 w Warszawie) – generał dywizji ludowego Wojska Polskiego, polityk. Członek Wojskowej Rady Ocalenia Narodowego (1981–1983), minister administracji, gospodarki terenowej i ochrony środowiska (1981–1983), prezes Najwyższej Izby Kontroli (1983–1991).

## Życiorys
Syn Piotra i Julii z domu Zembroń. Przed wojną ukończył osiem klas Liceum Humanistycznego w Złoczowie. 15 sierpnia 1939 powołany został do Junackich Hufców Pracy, pracował przy budowie umocnień w rejonie Węgierskiej Górki na południowej granicy Polski. We wrześniu 1939 brał udział w walkach w obronie Sanu pod Niskiem. Od grudnia 1939 pracował jako urzędnik Wydziału Finansowego w Złoczowie na terenach okupacji sowieckiej. Od stycznia 1940 robotnik fabryczny w Cegielni Złoczów, później pracował na stacji kolejowej, przy budowie linii telefonicznej i jako pomocnik księgowego. Po ataku Niemiec na ZSRR został robotnikiem drogowym, później był szoferem i magazynierem.

### Służba wojskowa
Do ludowego Wojska Polskiego wstąpił w styczniu 1945 w Rzeszowie. Ukończył Oficerską Szkołę Piechoty w Przemyślu (przeniesioną później do Krakowa). W latach 1945–1965 służył w Sztabie Generalnym WP. W lipcu 1945 został wyznaczony na stanowisko adiutanta szefa Departamentu Poboru i Uzupełnień MON gen. Bronisława Półturzyckiego (po reorganizacji szefa Oddziału I Sztabu Generalnego). W 1947 został pomocnikiem kierownika sekcji I wydziału I w Oddziale I, a w lutym 1949 został starszym pomocnikiem. W latach 1946–1949 studiował na Wydziale Konsularnym Akademii Nauk Politycznych. W latach 1949–1951 studiował w Wyższej Szkole Wojskowej Armii Czechosłowackiej w Pradze, kończąc ją w październiku 1951 z oceną celującą. Po powrocie do kraju objął funkcję pomocnika kierownika sekcji w Oddziale III Sztabu Generalnego, a od stycznia 1952 służył kolejno na stanowisku starszego pomocnika szefa wydziału i szefa wydziału w Zarządzie I Operacyjnym Sztabu Generalnego. Od grudnia 1954 do listopada 1956 studiował w Wojskowej Akademii Sztabu Generalnego Sił Zbrojnych ZSRR im. Woroszyłowa w Moskwie. Studia ukończył ze złotym medalem. Po studiach wyznaczony na zastępcę szefa oddziału IV w Zarządzie I Operacyjnym Sztabu Generalnego WP. Od października 1958 do października 1961  był stałym przedstawicielem Sztabu Generalnego WP przy Sztabie Zjednoczonych Sił Zbrojnych Układu Warszawskiego w Moskwie. W październiku 1961 został zastępcą szefa Zarządu Operacyjnego (gen. Tadeusza Tuczapskiego) do spraw planowania operacyjnego.
Szef Zarządu I Operacyjnego od czerwca 1964 do lipca 1965. W lipcu 1965 objął stanowisko zastępcy Głównego Inspektora Obrony Terytorialnej – szefa Inspektoratu Obrony Terytorialnej (był wówczas zastępcą gen. Grzegorza Korczyńskiego). W latach 1968–1972 był zastępcą dowódcy i szefem sztabu Śląskiego Okręgu Wojskowego we Wrocławiu. Następnie ponownie służył w Sztabie Generalnym, gdzie w latach 1972–1973 był zastępcą szefa do spraw organizacyjno-mobilizacyjnych, a w latach 1973–1981 I zastępcą szefa Sztabu Generalnego WP (gen. Floriana Siwickiego). W 1969 oraz 1979 ukończył kursy operacyjno-strategiczne Wojskowej Akademii Sztabu Generalnego Sił Zbrojnych ZSRR im. Woroszyłowa w Moskwie. W 1981 brał udział w przygotowaniach do wprowadzenia w kraju stanu wojennego. W lipcu 1981 został urlopowany z WP w związku z objęciem stanowiska ministra. W latach 1981–1983 był ministrem administracji, gospodarki terenowej i ochrony środowiska. Wchodził również w skład powołanej w okresie stanu wojennego Wojskowej Rady Ocalenia Narodowego. W marcu 1983 został powołany przez Sejm na stanowisko prezesa Najwyższej Izby Kontroli. Na stanowisku tym zastąpił Mieczysława Moczara. Próba odwołania Hupałowskiego ze stanowiska prezesa NIK w listopadzie 1988, na wniosek Biura Politycznego Komitetu Centralnego PZPR, spotkała się ze sprzeciwem Sejmu (wniosek nie uzyskał wymaganej większości), co było ewenementem w historii PRL. Stanowisko prezesa Najwyższej Izby Kontroli utrzymał aż do lutego 1991, gdyż Sejm nie był w stanie wybrać jego następcy. Rozkazem personalnym MON z 3 czerwca 1991 został zwolniony z zawodowej służby wojskowej z powodu osiągnięcia ustawowej granicy wieku i 10 lipca 1991 przeniesiony w stan spoczynku.

### Awanse
W trakcie wieloletniej służby w ludowym Wojsku Polskim otrzymywał awanse na kolejne stopnie wojskowe:
- podporucznik – 1945
- porucznik – 1946
- kapitan – 1948
- major – 1952
- podpułkownik – 1955
- pułkownik – 1958
- generał brygady – 1963
- generał dywizji – 1972

### Działalność polityczna
W październiku 1952 wstąpił do PZPR. Delegat na VII (1975), VIII (1980) oraz X (1986) zjazd PZPR. W latach 1975–1981 wchodził w skład Centralnej Komisji Kontroli Partyjnej PZPR. W latach 1986–1990 był wiceprzewodniczącym Centralnej Komisji Kontrolno-Rewizyjnej PZPR. Był również długoletnim prezesem Towarzystwa Przyjaźni Polsko-Libijskiej. 2 września 1982 roku na mocy decyzji Biura Politycznego KC PZPR wszedł w skład Komitetu Honorowego uroczystości żałobnych Władysława Gomułki.

### Śmierć i pogrzeb
Pochowany został 28 grudnia 1999 na Cmentarzu Wojskowym na Powązkach w Warszawie (kwatera BII-1b-6). W pogrzebie udział wziął były prezydent PRL/RP gen. armii Wojciech Jaruzelski oraz Szef Sztabu Generalnego WP gen. broni Henryk Szumski. Mowy pogrzebowe wygłosili: w imieniu Sztabu Generalnego WP – gen. dyw. Franciszek Puchała, w imieniu przyjaciół – gen. broni Antoni Jasiński, w imieniu Najwyższej Izby Kontroli – prezes NIK Janusz Wojciechowski.

### Życie prywatne
Mieszkał w Warszawie. Od 1949 był żonaty z Ewą z domu Lenartowicz (1925–2009). Małżeństwo miało córkę i syna.

## Odznaczenia (lista niepełna)
- Order Sztandaru Pracy I klasy – dwukrotnie (1973, 1980)[6][7]
- Order Sztandaru Pracy II klasy (1964)
- Krzyż Komandorski z Gwiazdą Orderu Odrodzenia Polski (1980)
- Krzyż Komandorski Orderu Odrodzenia Polski (1968)
- Krzyż Oficerski Orderu Odrodzenia Polski
- Złoty Krzyż Zasługi (1958)
- Srebrny Krzyż Zasługi (1946)[8]
- Medal 10-lecia Polski Ludowej (1955)
- Medal 30-lecia Polski Ludowej (1974)
- Medal 40-lecia Polski Ludowej (1984)
- Medal za Odrę, Nysę, Bałtyk
- Medal Zwycięstwa i Wolności 1945
- Złoty Medal „Siły Zbrojne w Służbie Ojczyzny” (1968)
- Srebrny Medal „Siły Zbrojne w Służbie Ojczyzny” (1955)
- Brązowy Medal „Siły Zbrojne w Służbie Ojczyzny”
- Medal „Za udział w walkach o Berlin” (1970)
- Złoty Medal „Za zasługi dla obronności kraju” (1973)
- Srebrny Medal „Za Zasługi dla Obronności Kraju” (1968)
- Brązowy Medal „Za Zasługi dla Obronności Kraju”
- Medal Komisji Edukacji Narodowej (1977)[9]
- Srebrna Odznaka „Za zasługi w ochronie granic PRL”
- Odznaka „Zasłużony Pracownik Rolnictwa” (1976)[10]
- Odznaka „Przodujący Kolejarz” (1968)[11]
- Złote odznaczenie im. Janka Krasickiego (1967)[12]
- Odznaka „Zasłużony Działacz SZMW”
- Order Przyjaźni Narodów (Związek Radziecki, 1973)
- Medal „Za umacnianie braterstwa broni” (Związek Radziecki, 1980)
- Medal jubileuszowy „Dwudziestolecia zwycięstwa w Wielkiej Wojnie Ojczyźnianej 1941–1945” (Związek Radziecki)
- Medal jubileuszowy „Trzydziestolecia zwycięstwa w Wielkiej Wojnie Ojczyźnianej 1941–1945” (Związek Radziecki, 1975)
- Medal jubileuszowy „60 lat Sił Zbrojnych ZSRR” (Związek Radziecki, 1978)
- Medal „Za Umacnianie Przyjaźni Sił Zbrojnych” I stopnia (Czechosłowacja, 1980)
- Medal „Za umacnianie braterstwa broni” III stopnia (Czechosłowacja, 1970)
- Medal 30-lecia wyzwolenia Czechosłowacji przez Armię Radziecką (Czechosłowacja, 1975)[13]
- Medal „Za umacnianie braterstwa broni” (Bułgaria, 1980)
- Medal „30-lecia Bułgarskiej Armii Ludowej” (Bułgaria, 1974)
- Złoty Medal Braterstwa Broni (Węgry)